# Лазарев, Пётр Михайлович
Пётр Михаилович Лазарев (5 [17] июля 1850, Николаев — 11 августа 1919, Пятигорск) — государственный деятель Российской империи, Таврический губернатор, сенатор, член Государственного Совета, шталмейстер.

## Биография
Потомственный дворянин, сын устроителя Черноморского флота, адмирала, мореплавателя Михаила Петровича Лазарева и племянник русского контр-адмирала, исследователя Арктики, начальника 1-й флотской дивизии Андрея Петровича Лазарева. Родился 5 (17) июля 1850 года в Николаеве. Имя сыну родители дали в честь деда Петра Гавриловича и умершего пятью годами ранее двухлетнего брата. Мальчику не исполнилось и 9 месяцев, когда не стало отца. Екатерина Тимофеевна с детьми переехала в Санкт-Петербург.
По окончании курса наук в Александровском лицее по 1-му разряду в чине титулярного советника он в 1869 году поступил вольноопределяющимся в Кавалергардский полк. В 1871 году произведен в корнеты, а в 1872 году произведен в поручики. В 1878 году уже в чине ротмистра, назначен командиром 2-го эскадрона.
В 1881 году ему было поручено заведование хозяйственной частью полка, вскоре он получил в командование запасной эскадрон и был назначен председателем полкового суда. В 1884 году Лазарев оставил военную службу и был причислен к Министерству Внутренних Дел, с зачислением по гвардейской кавалерии, и в том же году был откомандирован в распоряжение губернатора Санкт-Петербурга. В 1885 году переименован в коллежские советники.
В 1885 году он был назначен на должность Курского вице-губернатора. Здесь вследствие частых отлучек и болезней был пожалован в должность шталмейстера, а 30 декабря 1889 года назначен на должность Таврического губернатора. Поселился в Симферополе на улице Бульварной. В январе 1891 года получил чин действительного статского советника, и утвержден в должности губернатора Таврической губернии. На посту Таврического губернатора Лазарев пробыл 12 лет. При нём в Симферополе появился памятник Екатерине Великой и сподвижникам (1890 год), а между Джанкоем и Феодосией, Владиславовкой и Керчью — железнодорожное сообщение (1892 г.), в Керчи построен металлургический завод (1899 г.). Ему пришлось встречать на полуострове наследника престола Николая II и провожать в последний путь умершего в Ливадии императора Александра III (1894 г.). Он добивался от меценатов помощи «для облегчения тягостной участи голодающих» (на правление Петра Лазарева пришлись и нелёгкие годы голода во всей империи), заботился о развитии библиотек и книжных магазинов столицы.
Благодаря Лазареву Симферополь стал зелёным (он распорядился высаживать вдоль улиц деревья) и получил первую официально закреплённую пешеходную зону: на улице Салгирной (проспект Кирова) губернатор запретил после 10 часов утра ездить на велосипедах (автомобиль тогда был большой редкостью на крымских дорогах). В общем, снискал себе добрую славу в губернии и её столице. Лазарев способствовал развитию торговли, промышленности, строительству водопровода.
По инициативе Петра Михайловича под окнами губернаторского дома обустроили городской бульвар. В конце декабря 1899 года здесь торжественно отмечали 10-летие пребывания Петра Михайловича в должности. А спустя два с небольшим года, когда Лазарев уже переехал в Санкт-Петербург, гласные Симферопольской думы единогласно решили назвать улицу, по которой не раз ходил Пётр Михайлович (ныне улица Ленина), в его честь: «В благодарность за чистоту и благоустройство города».
Был назначен сенатором 19 декабря 1901 года. Членом Государственного Совета с оставлением сенатором он стал 17 апреля 1905 года. Состоял почётным членом Общества спасения на водах.
Скончался 11 августа 1919 года в Пятигорске.

## Награды
Российской империи:
- Орден Святого Станислава 1-й степени (1894)
- Орден Святой Анны 1-й степени (1896)
- Орден Святого Владимира 2-й степени (1906)
- Орден Белого орла (1911)
- Орден Святого Александра Невского (1914)
- Знак отличия беспорочной службы за XL лет

Иностранных государств:
- Орден Меджидие 1-й степени (1892, Османская империя)
- Орден Золотой звезды 1-й степени с бриллиантами (1898, Бухарский эмират)
- Орден Короны Италии большой крест (1901, королевство Италия)
- Орден Османие 1-й степени (1901, Османская империя)

## Семья
Был женат (с 17 февраля 1880 года) на Елизавете Феликсовне Сумароковой-Эльстон (1858—1940), дочери графа Феликса Николаевича Сумарокова-Эльстона (1820—1877) от брака его с графиней Еленой Сергеевной Сумароковой (1829—1901). «Мы обожали эту очаровательную и веселую тетушку. У неё был прелестный голос, и она всегда была готова петь оперетты и играть комедии», — писал о Елизавете Феликсовне её племянник. После революции эмигрировала во Францию, где и умерла. Дети:
- Михаил (1881—1941), кавалергард, георгиевский кавалер. В эмиграции в США.
- Владимир (1886—1962), подпоручик по Адмиралтейству, в эмиграции в США.
- Ирина (1890—1977), в замужестве Родзянко, затем Воронцова-Дашкова.